# Estimata
Estimata is een geslacht van vlinders van de familie Uilen (Noctuidae), uit de onderfamilie Noctuinae.

## Soorten
- E. alexis Kozhanchikov, 1928
- E. annapurna Hreblay & Ronkay, 1998
- E. clavata Hampson, 1907
- E. dailingensis Chen, 1984
- E. dhaulagirii Dierl, 1983
- E. everesti Dierl, 1983
- E. herrichschaefferi Alphéraky, 1895
- E. militzae Kozhanchikov, 1937
- E. proterva Püngeler, 1904
- E. takkhalii Dierl, 1983